# 董文直
董 文直（とう ぶんちょく、生没年不詳）は、13世紀半ばにモンゴル帝国に仕えた漢人の一人。字は彦正。

## 概要
董文直はモンゴル帝国最初期の漢人将軍の董俊の四男であったが、父の急死後、兄の董文炳・董文蔚・董文用らは相次いでクビライに仕え故郷を去っていったため、董文直は兄弟の中で唯一クビライに直接仕えず郷里の城県長官として一生を送った。
董文直は貧民に対しても分け隔てなく接する人物であり、病にかかった者がいれば必ず手ずから薬湯を作っていたことや、これを咎めるものに対して「貴賤によって自らの愛心に違うことが忍びないのだ｣ と答えた逸話が記録されている。兄たちが数々の征戦で赫々たる武功を挙げ家門が繁栄する中でも、董文直のみは諸事に動じず生涯を送り、52歳にして病により亡くなっている。